# Paris-Roubaix 1999
Paris-Roubaix 1999 a fost a 97-a ediție a Paris-Roubaix, o cursă clasică de ciclism de o zi din Franța. Evenimentul a avut loc pe 11 aprilie 1999 și s-a desfășurat pe o distanță de 273 kilometri până la velodromul din Roubaix. Câștigătorul a fost Franco Ballerini din Italia de la echipa Mapei–Quick-Step.

## Rezultate
| Loc | Concurent                 | Echipă                               | Timp       |
| --- | ------------------------- | ------------------------------------ | ---------- |
| 1   | Andrea Tafi (ITA)         | Mapei–Quick-Step                     | 6h 45' 00" |
| 2   | Wilfried Peeters (BEL)    | Mapei–Quick-Step                     | + 2' 14"   |
| 3   | Tom Steels (BEL)          | Mapei–Quick-Step                     | + 2' 26"   |
| 4   | George Hincapie (USA)     | U.S. Postal Service Pro Cycling Team | + 2' 26"   |
| 5   | Jo Planckaert (BEL)       | Lotto–Mobistar                       | + 2' 26"   |
| 6   | Leon Van Bon (NED)        | Rabobank                             | + 2' 26"   |
| 7   | Frank Vandenbroucke (BEL) | Cofidis                              | + 2' 26"   |
| 8   | Andrei Tchmil (BEL)       | Lotto–Mobistar                       | + 2' 40"   |
| 9   | Johan Museeuw (BEL)       | Mapei–Quick-Step                     | + 2' 40"   |
| 10  | Lars Michaelsen (DEN)     | Française des Jeux                   | + 2' 53"   |